# Округ Маскоги (Џорџија)
Маскоги (енгл. Muscogee County) је округ у америчкој савезној држави Џорџија.

## Демографија
По попису из 2010. године број становника је 189.885, што је 3.594 (1,9%) становника више него 2000. године.
| Група             | 2000.          | 2010.          |
| Белци             | 90.668 (48,7%) | 82.890 (43,7%) |
| Афроамериканци    | 81.488 (43,7%) | 86.403 (45,5%) |
| Азијати           | 2.864 (1,5%)   | 4.128 (2,2%)   |
| Хиспаноамериканци | 8.372 (4,5%)   | 12.110 (6,4%)  |
| Укупно            | 186.291        | 189.885        |